# Beaupréau-en-Mauges
Beaupréau-en-Mauges község Franciaország Loire mente régiójában, Maine-et-Loire megyében. Új községként 2015. január 1-jén jött létre Andrezé, Beaupréau, La Chapelle-du-Genêt, Gesté, Jallais, La Jubaudière, Le Pin-en-Mauges, La Poitevinière, Saint-Philbert-en-Mauges és Villedieu-la-Blouère községek egyesítésével. Lakosainak száma 23 887 fő (2022. január 1.).

## Népesség
| Lakosok száma | 23 228 | 23 407 | 23 419 | 23 465 | 23 639 | 23 887 |
|               | 2017   | 2018   | 2019   | 2020   | 2021   | 2022   |